# Sporthalle Zehlendorf

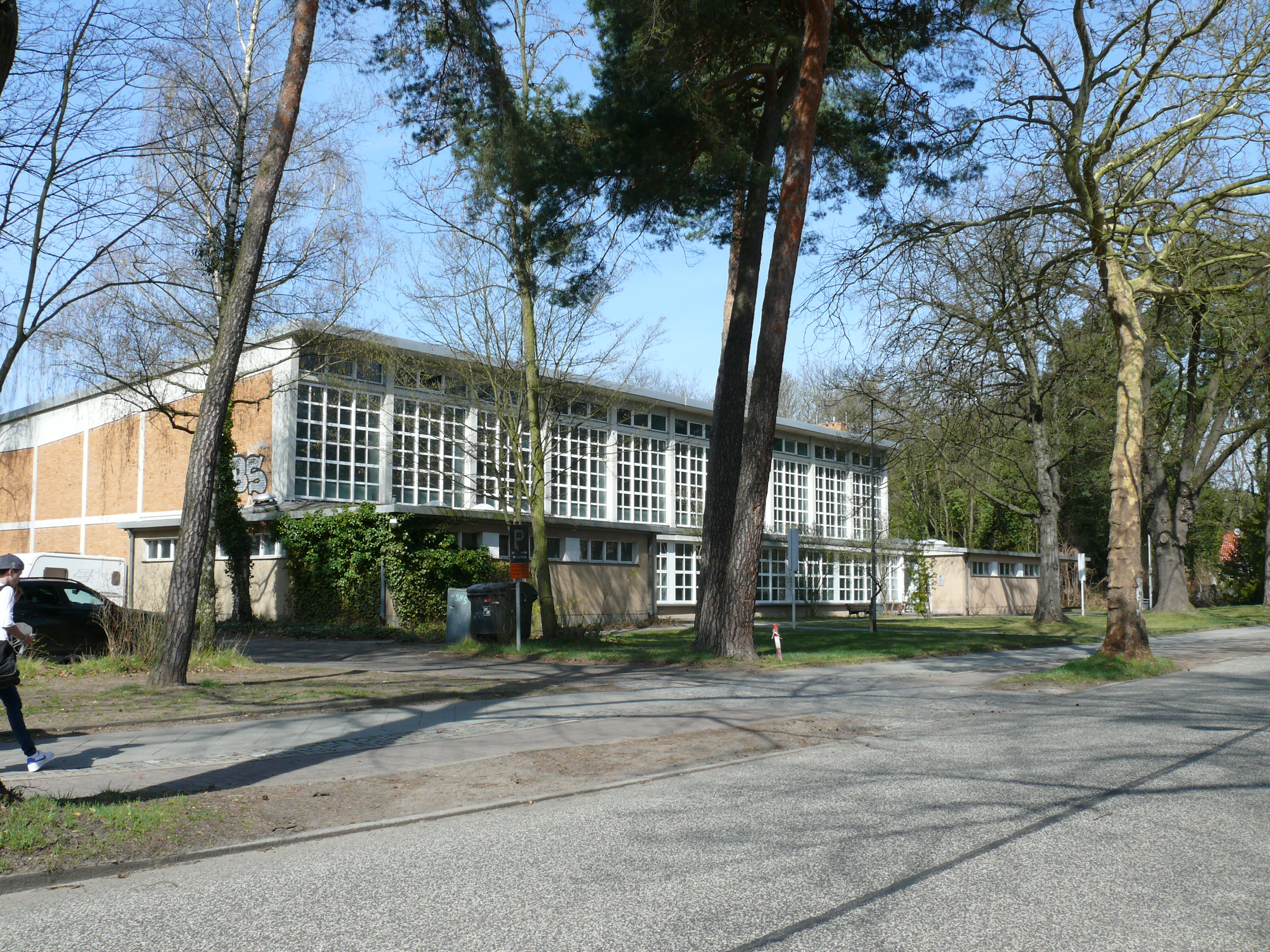
Sporthalle Zehlendorf, 2013

Die Sporthalle Zehlendorf (auch Onkel-Tom-Halle genannt) ist eine Sporthalle im Berliner Ortsteil Zehlendorf des Bezirks Steglitz-Zehlendorf.

## Geschichte
Die Sporthalle steht in der Onkel-Tom-Straße 58–60 und wurde in den 1960er Jahren gebaut. Sie ist 900 m² groß und hat Sitzplätze für rund 200 Personen. Von Montag bis Freitag steht die Halle für Schulen und Vereine für Unterricht und Training zur Verfügung. An den Wochenenden dient sie dem Wettkampf- und Turnierbetrieb. In der Halle wird Handball, Volleyball und Hockey gespielt. Im Winter trainiert der Zehlendorfer Ruderverein im Anbau der Halle mit seinem eigenen Strömungskanal. Außerdem besitzt die Sporthalle für Tischtennis und anderen Freizeitsport einen Mehrzweckraum. Der Zehlendorfer Tanzverein veranstaltet in der Halle seine Rock-’n’-Roll-Turniere und der Karateverein seine Kampfspiele. Dort werden in beiden Sportarten die Berliner Meisterschaften veranstaltet. Zur Halle gehört auch ein Boxring.